# Frédéric Sanchez
Pour les articles homonymes, voir Sanchez.
Frédéric Sanchez (né le 23 septembre 1966) est un illustrateur sonore et réalisateur musical français, connu principalement pour sa carrière dans l'industrie de la mode,,. Ses travaux incluent des collages sonores, des mixes, des compositions originales, et des installations sonores,.
Certains médias observateurs internationaux majeurs du monde de la mode tels que Vogue, Dazed, AnOther, ou The Business of Fashion l'ont régulièrement cité comme « l'un des illustrateurs sonores les plus respectés au monde aujourd'hui »,,,.
Il est nommé en 2005 chevalier de l'ordre des Arts et des Lettres par le Ministère de la Culture.

## Carrière

### Mode
La carrière de Frédéric Sanchez commence en 1988, lorsque le couturier Martin Margiela l'invite à concevoir la bande son de son premier défilé. Depuis, il travaille avec de nombreux créateurs et marques tels que Prada, Comme des Garçons, Marc Jacobs, Calvin Klein, Hermès, Jil Sander, Jean Paul Gaultier, Givenchy, Louis Vuitton, Martine Sitbon ou Helmut Lang,,. Il collabore tous les ans avec le Festival international de mode et de photographie de Hyères,. Depuis sa création en 2013, il est chaque année intégré dans la liste du magazine en ligne The Business of Fashion des 500 personnes clés qui façonnent l'industrie de la mode.
Parmi ses compositions les plus remarquables, Frédéric Sanchez a superposé des morceaux tels que « I Hate Myself and Want to Die » de Nirvana, une reprise de « Nothing Compares 2U » de Sinéad O’Connor et « I Put a Spell on You » de Nina Simone pour le défilé printemps 2018 de Prada.

### Art et collaborations
Frédéric Sanchez a conçu et exposé plusieurs œuvres et installations, qui ont été exposées dans des musées et des institutions telles que le Musée du quai Branly, le Musée du Louvre, le Mudam, le Grand Palais, la Foire internationale d'art contemporain (FIAC), et la galerie parisienne Serge Le Borgne,,,,. Il a collaboré avec les plasticiens et photographes Louise Bourgeois, Jack Pierson, Bettina Rheims, Susanna Fritscher, et Orlan ; les réalisateurs Larry Clark et Ange Leccia, les architectes Herzog & de Meuron et Odile Decq,,,. Il a été en 2008, le commissaire d'exposition de Gainsbourg 2008 à la Cité de la Musique,. En 2010, il a réalisé son premier film d'art, Le Soldat Sans Visage.

### Musique et cinéma
Frédéric Sanchez a supervisé la musique de trois longs métrages, Le Secret réalisé par Virginie Wagon en 2000 (vainqueur du Prix Michel d'Ornano au Festival du cinéma américain de Deauville), Intimité réalisé par Patrice Chéreau (vainqueur du Lion D'or du Festival du film de Berlin, et La Femme de l'anarchiste réalisé par Peter Sehr et Marie Noëlle (vainqueur du German Cinema Award for Peace au Filmfest de Munich). En 2001, il a sorti une compilation musicale regroupant des artistes tels que Mirwais, Fischerspooner, Chilly Gonzales, Peaches et Chicks On Speed.

## Œuvres choisies

### Installations
- La Salamandre (2004) - Installation sonore - Exposition Contrepoint  - Musée du Louvre, Paris
- Ondes visibles (2005) - Installation sonore - Réouverture de la Nef - Grand Palais, Paris
- Console (2004) - Installation sonore - FIAC - Grand Palais, Paris
- Castles In The Air (2007) - Installation sonore - Galerie Serge Le Borgne, Paris
- Gainsbourg 2008 (2008) - Commissaire d'exposition - Cité de la Musique, Paris
- une utile illusion (2008) - Installation sonore - Galerie Serge Le Borgne, Paris

### Collaborations artistiques
- Epiderm (1999), Larry Clark - Bande son - Galerie Kamel Mennour, Paris
- La Vie (2000), Jack Pierson - Création Sonore - Galerie Thaddaeus Ropac, Paris
- Less aesthetics more ethics (2000), Odile Decq - Création sonore - Venice Biennale of Architecture, Venice
- Soundshowers (2000), Herzog & de Meuron - Création sonore - Prada Building, Tokyo
- C'est Le Murmure De L'Eau Qui Chante (2003), Louise Bourgeois - Remix - Les Films du Siamois
- La déraison du Louvre (2006), Ange Leccia, starring Laetitia Casta - Bande son - Camera Lucida Productions
- Il y'a ce que je sais (2011), Susanna Fritscher - Installation sonore - Festival l'Art dans les Chapelles, Pontivy
- Gender Studies (2011), Bettina Rheims - NRW Forum, Düsseldorf
- une autre pièce : blanc (2012), Susanna Fritscher - Galerie Elisabeth & Klaus Thoman, Vienne
- Art or Sound exhibition (2014), Commissaire d'exposition :  Germano Celant - Arrangement musical - Fondazione Prada, Palazzo Grassi, Venise